# Dodge Brisa
Der Dodge Brisa ist ein Pkw-Modell der Marke Dodge und wurde von 2002 bis 2009 in Caracas, Venezuela  von der MMC Automotriz S.A. produziert. Schwestermodelle waren der Hyundai Accent X3 und ab 2006 der Hyundai Click. Die Fahrzeuge sind nicht baugleich mit den in Südkorea produzierten Einheiten. Als Nachfolger ist der Dodge Forza anzusehen.

## 1. Generation
Mit der Einführung des Dodge Brisa im Jahre 2002 war das Fahrzeug ein Schwestermodell des Hyundai Accent X3. Angeboten wurde der Brisa als drei- und fünftürige Kombilimousine sowie als dreitürigesKombicoupé. Wegen schlechter Verkaufszahlen wurde die Produktion des Coupés im Jahre 2004 eingestellt.

Als Motorisierung diente dem Brisa der ersten Generation ein 4-Zylinder-Ottomotor (12-Ventiler) mit 82 PS und einem Hubraum von 1341 cm³. Die Coupé-Version war ab Werk sogar mit Nitrious-Express-Lachgaseinspritzung erhältlich. Das Leergewicht der Fahrzeuge lag bei 942 bis 1410 kg.

## 2. Generation
Mit sinkendem Interesse an der veralteten ersten Generation wurde das Modell 2006 als Schwestermodell zum Hyundai Click neu aufgelegt. Durch das modernisierte Design versprach sich Dodge, einen jüngeren Kundenkreis anzusprechen. Als Motorisierung diente dem Brisa der zweiten Generation ein 4-Zylinder-Ottomotor (12-Ventiler) mit einem Hubraum von etwa 1,3 Liter und einer Leistung von 81,5 PS. Das Leergewicht betrug 992 kg.
Im Sommer 2009 wurde die Produktion des Dodge Brisa ohne Nachfolger eingestellt.

## Karosseriemaße
1. Generation: 4117 mm × 1620 mm × 1394 mm

2. Generation: 3810 mm × 1747,2 mm × 1495 mm
- alle Angaben in diesem Artikel sind Werksangaben

## Fotos

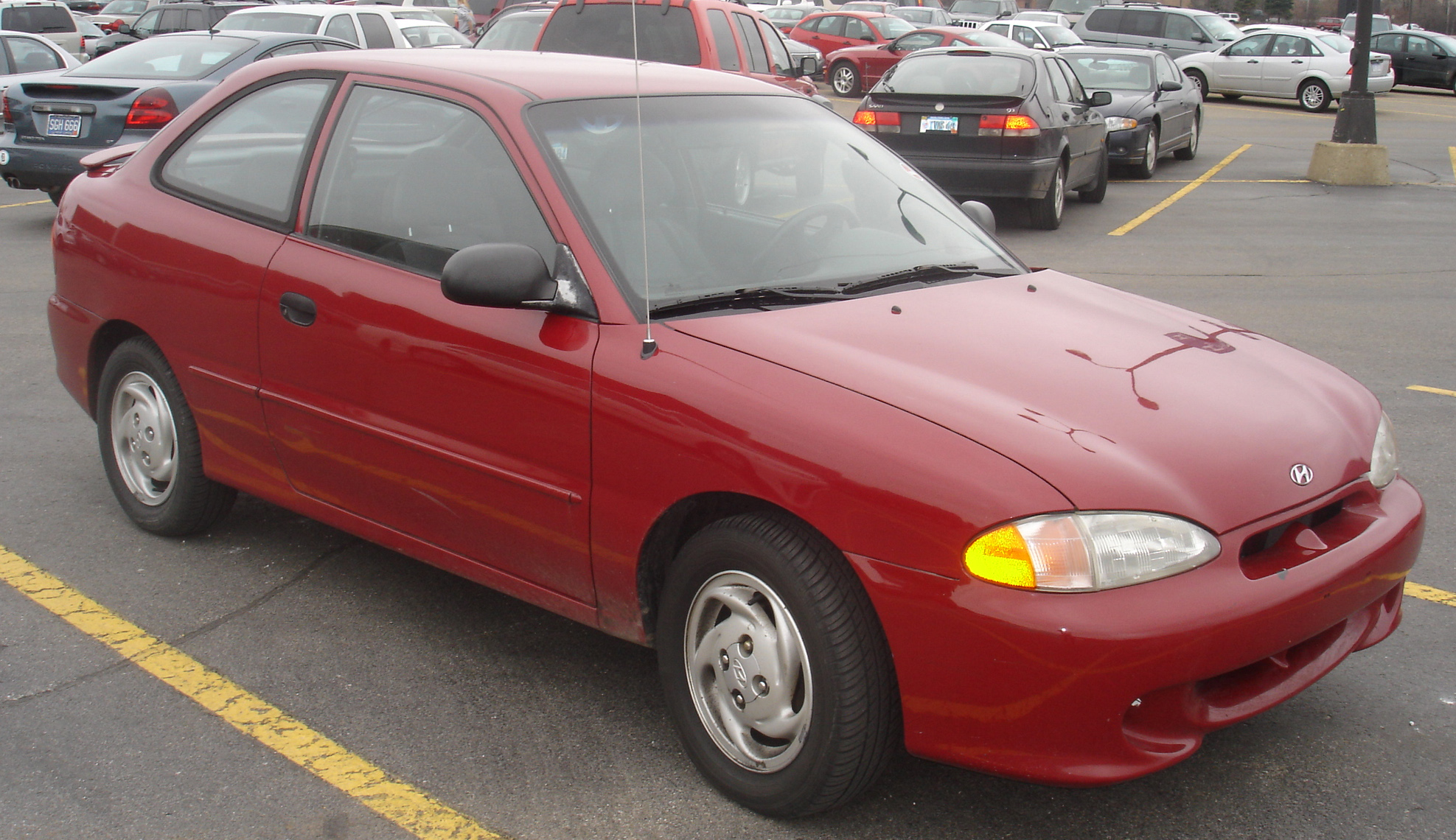
Dodge Brisa Coupé (2002–2004)
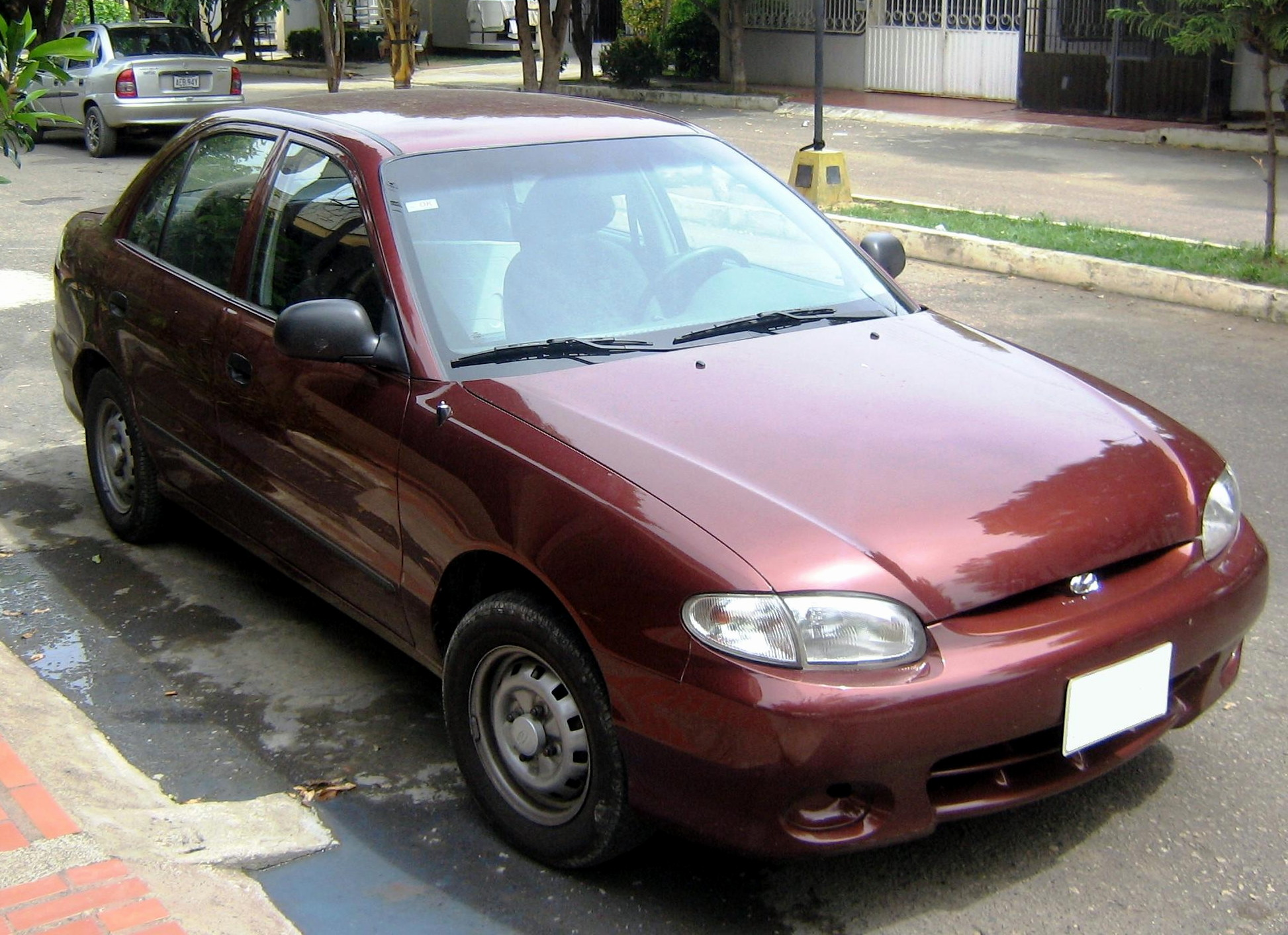
Dodge Brisa (Limousine) (2002–2006)
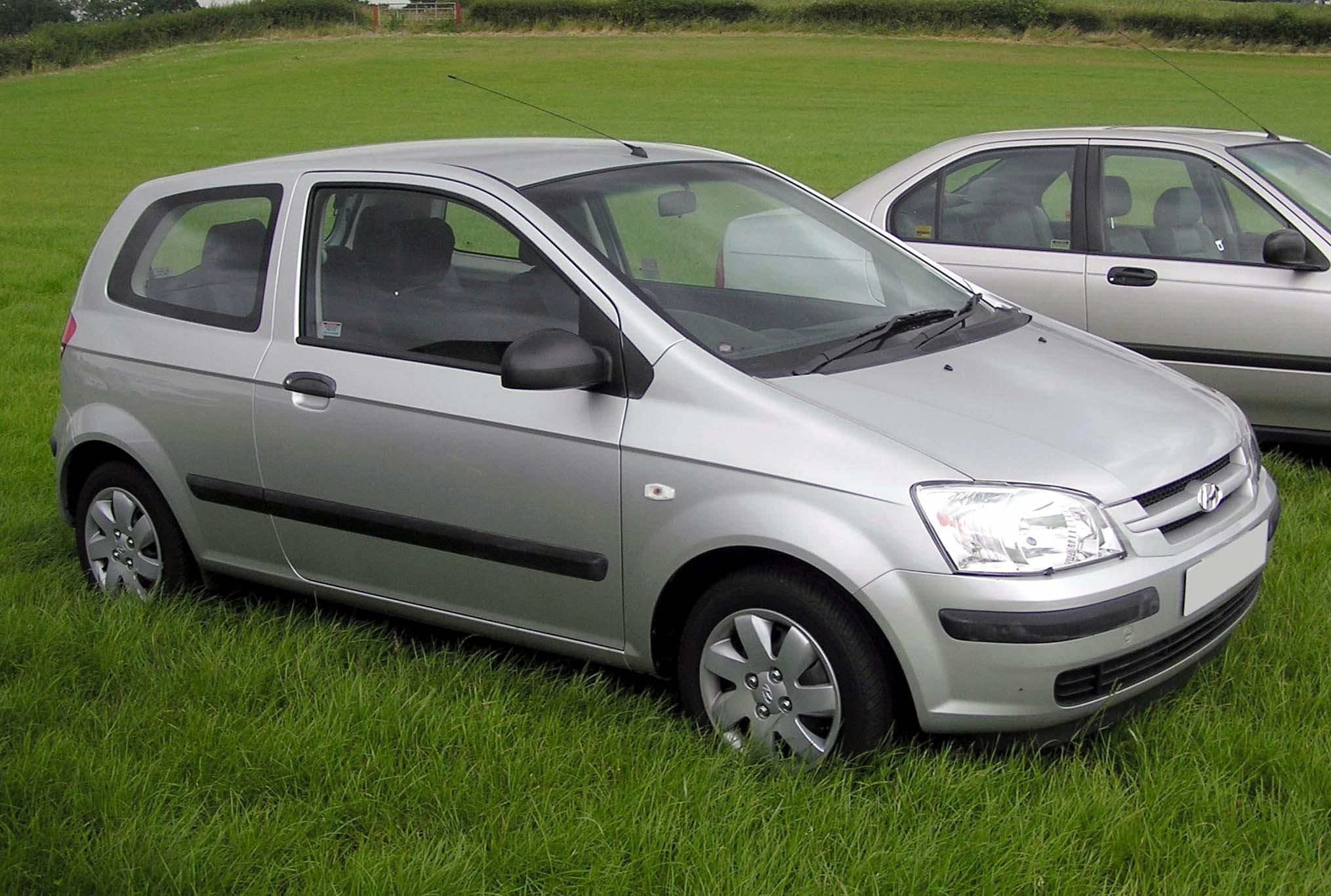
Zweite Generation (2006–2009)